# The Door (2012)
The Door is een Hongaars-Duitse dramafilm uit 2012 onder regie van István Szabó.

## Verhaal
De eigenzinnige Emerenc doet het huishouden van de schrijfster Magda. Aldus ontstaat er een bijzondere band tussen de beide vrouwen. Die band heeft echter ook beperkingen.

## Rolverdeling
- Helen Mirren: Emerenc
- Martina Gedeck: Magda
- Károly Eperjes: Tibor
- Gábor Koncz: Luitenant-kolonel
- Enikö Börcsök: Sutu
- Ági Szirtes: Polett
- Erika Marozsán: Évike Grossmann
- Ildikó Tóth: Arts
- Mari Nagy: Adél
- Péter Andorai: Mijnheer Brodarics
- Lajos Kovács: Klusjesman
- Csaba Pindroch: Neef van Emerenc
- Dénes Ujlaky: Grootvader van Emerenc
- Anna Szandtner: Jonge Emerenc
- Réka Tenki: Moeder van Emerenc